# رفلکس بختیرف–مندل
رفلکس بختیرف–مندل (انگلیسی: Bekhterev–Mendel reflex) نشانه‌ای بالینی است که در بیماران مبتلا به ضایعه نورون حرکتی اندام تحتانی دیده می‌شود. در این بیماران ضربه به پشت پا، موجب خم شدن انگشتان دوم تا پنجم پا به سمت پائین می‌شود؛ در حالی که این عمل در افرد سالم موجب صاف‌شدن یا حرکت انگشتان رو به بالا می‌گردد. مشابهِ این رفلکس در اندام فوقانی، رفلکس بختیرف–یاکوبزون است. این رفلکس نامش را از ولادیمیر بختیرف و کورت مِندِل می‌گیرد.